# ノース・オカナガン地域
ノース・オカナガン地域（ノース・オカナガンちいき、英: Regional District of North Okanagan, NORD）は、ブリティッシュコロンビア州の地方行政区の1つ。オカナガン地方の北部に位置する。

## 主な都市
- バーノン（Vernon）
- コールドストリーム（Coldstream）